# AEK Larnaca B.C.
Petrolina AEK Larnaca B.C. (în greacă ΑΕΚ Λάρνακας) este un club profesionist de baschet din Larnaca, Cipru. Echipa joacă în Campionatul Ciprului de baschet. Clubul joacă meciurile de pe teren propriu în sala Kition Athletic Center. Președintele clubului este Andreas Lefkaritis, iar antrenorul principal este Linos Gavriel.

## Istoria
AEK Larnaca B.C. a fost înființată în 1994, după fuziunea dintre două cluburi din Larnaca: EPA Larnaca și Pezoporikos. Echipa a participat de mai multe ori Divizia 1 de Baschet din Cipru, dar a și retrogradat în divizia a doua. Înainte de fuziunea celor două echipe, Pezoporikos a câștigat campionatul de patru ori (1973, 1991, 1992, 1994). AEK a câștigat cele două titluri din a doua divizie. În 2013, echipa a promovat în primul eșalon ca AEK, după ce a învins APOEL în finala cu 3-1.

## Palmares

### Național
Divizia 1 de Baschet din Cipru
- Titluri (3): 2012-2013, 2014-2015, 2015-2016

Divizia a 2-a de Baschet din Cipru
- Titluri (2): 2004-2005, 2006-2007

Cupa Ciprului
- Semifinale (2): 2009, 2013

Supercupa Cirpului
- Titluri (2): 2013, 2015

## Jucători importanți
| - Emil Jonov - Nikola Traykov - Aleksandar Opačić - Roman Halik - Kiril Pavlovski - Damjan Kandić - Remon van de Hare - Brahim Konare - Makhtar N'Diaye - Mario Cvetković - Marko Kandić - Konstantin Kocergin - Ivan Kuprijanov | - Dusan Milicić - Dejan Misković - Predrag Novaković - Dejan Simić - Dragan Simunović - Filip Sunturlić - Marko Todorović - Mitar Trivunović - Srdjan Vokić - Ronald Alexander - Anthony Anderson - Maurice Baker - Haywood Batiste | - David Booth - Cameron Boozer - Isaac Burton - Kyle Davis - Chris Dunn - Kevin Florent - DeMarco Johnson - Hellion Knight - Jabari Outtz - Chad Scott - Seth Scott - DuJuan Wiley - Marquis Wright |